# GSC3168-1896
GSC3168-1896 — хімічно пекулярна зоря спектрального класу A1, що має видиму зоряну величину в смузі V приблизно  9,9.

## Пекулярний хімічний склад
Зоряна атмосфера GSC3168-1896 має підвищений вміст 
Si
.